# Hitsville Haninge Samlade Spår 2003-2014
Hitsville Haninge Samlade Spår 2003-2014 är ett samlingsalbum med musikartisten Love Antell, med låtar utgivna både under eget namn och med popgruppen Florence Valentin, mellan 2003 och 2014. Samlingen släpptes 15 oktober 2014 på skivbolaget Cosmos Music Group.

## Mottagande
Albumet fick ++++ (4 plus) av Håkan Steen i Aftonbladet.

## Låtlista
1. "Pokerkväll i Vårby Gård" – 2:57
2. "Spring Ricco" – 3:46
3. "Underhåll oss" – 3:44
4. "Mitt allt" – 4:16
5. "Ormberget" – 3:26
6. "8 & 5" – 5:49
7. "Du växer upp" – 5:00
8. "Smällar man får ta" – 4:30
9. "Upp på sociala, ner på systemet" – 3:00
10. "Du kommer gå långt" – 3:38
11. "Stjärna där" – 4:05
12. "Vårt hem, vår borg" – 3:41
13. "Gatorna tillhör oss" – 5:02
14. "Allt dom bygger upp ska vi meja ner" – 3:00

### LP-versionen
Sida A
1. "Pokerkväll i Vårby Gård" – 2:57
2. "Spring Ricco" – 3:46
3. "Underhåll oss" – 3:44
4. "Mitt allt" – 4:16
5. "Ormberget" – 3:26
6. "8 & 5" – 5:49
7. "Du växer upp" – 5:00

Sida B
1. "Smällar man får ta" – 4:30
2. "Upp på sociala, ner på systemet" – 3:00
3. "Du kommer gå långt" – 3:38
4. "Stjärna där" – 4:05
5. "Vårt hem, vår borg" – 3:41
6. "Gatorna tillhör oss" – 5:02
7. "Allt dom bygger upp ska vi meja ner" – 3:00

### Fotnoter
1. ↑  ”Hitsville Haninge Samlade Spår 2003-2014”. Deezer.com. Arkiverad från originalet den 27 oktober 2014. https://archive.is/20141027095523/http://www.deezer.com/album/8647956. Läst 15 oktober 2014.
2. ↑  ””I en bättre värld hade han varit en större artist””. Aftonbladet.se. http://www.aftonbladet.se/nojesbladet/musik/steenkakan/article19710640.ab. Läst 17 oktober 2014.